# Françoise Yip
Françoise Yip (葉芳華) est une actrice canadienne née le 4 septembre 1972 à Vancouver, au Canada.

## Biographie
Françoise Yip (en cantonais Yip Fong Wah) est née le 4 septembre 1972 à Vancouver, au Canada. Elle est la fille unique d'une mère française et d'un père chinois. Elle commence très tôt la danse et le piano où elle excelle (elle remporte plusieurs prix et compétitions). Malgré l'opportunité d'étudier la musique à temps plein, elle préfère se consacrer à ses études de science politique à Vancouver et obtient son diplôme. Durant ces années passées à l'université, elle commence à faire du mannequinat. Hormis l'anglais, le français et l'espagnol, elle parle aussi le cantonais, qu'elle a appris au début de sa carrière au cinéma.
En 1994, après un casting international Françoise Yip est choisie pour jouer auprès de la grande star asiatique Jackie Chan dans Jackie Chan dans le Bronx de Stanley Tong. Comme la plupart des films de Jackie Chan, c'est un succès en Asie de même qu'aux États-Unis où il est premier au box office en 1996, ce qui révèle l’actrice au monde entier. C'est pour elle l'occasion d'enchaîner avec une autre grosse production de Tsui Hark, Black Mask de Daniel Lee avec une autre star de Hong Kong : Jet Li.
Après plusieurs films asiatiques pour lesquels elle obtient le premier rôle, Françoise Yip retourne au Canada finir ses études. Depuis, elle a joué des petits rôles dans de grosses productions américaines telles que Blade: Trinity avec Wesley Snipes et Jessica Biel ou encore Alone in the Dark avec Christian Slater. L’actrice a obtenu un premier rôle dans le film de Anna Chi, Dim Sum Funeral qui est sortie en 2008.
En 2011, elle joua le rôle du Docteur Lee dans la série de science-fiction canadienne Sanctuary.

## Filmographie

### Films
- 1995 : Jackie Chan dans le Bronx de Stanley Tong : Nancy
- 1995 : Infatuation de Sin Chi Wah
- 1996 : Wild de Billy Tang : la fille
- 1996 : How to Meet the Lucky Stars de Frankie Chan : Françoise
- 1996 : Wan for de Clarence Fok Yiu-Leung : herself
- 1996 : Mr. Mumble de Chu Man Yuen & Michael Chow Man-Kin : Saeko
- 1996 : Black Mask de Daniel Lee : Cailyn/Mei Lin
- 1997 : Enjoy Yourself Tonight de Hou Shu-Pui : Mom Susan
- 1997 : Web of Deception de Billy Tang & Takkie Yeung : Fion Wong
- 2000 : A Good Burn de Kyle Davison : Koa
- 2000 : Roméo doit mourir de Andrzej Bartkowiak : motard
- 2001 : Lunch with Charles de Michael Parker : Cora
- 2001 : Witness to a Kill de Darrell Roodt
- 2001 : The Pledge de Sean Penn : barman
- 2001 : Mindstorm de Richard Pepin : speaker
- 2004 : Blade: Trinity, de David S. Goyer : Virago
- 2005 : Alone in the Dark de Uwe Boll : agent Cheung
- 2005 : Le Deal (The Deal) de Harvey Kahn : Janice Long
- 2005 : Edison de David J. Burke : Crowe
- 2007 : Alien vs Predator : Requiem de Colin Strause & Greg Strause : Ms. Yutani
- 2008 : Dim Sum Funeral de Anna Chi : Victoria
- 2010 : The King of Fighters de Gordon Chan : Kagura Chizuru
- 2017 : Embrassez l'esprit de Noël (Maggie's Christmas Miracle) de Michael Robison (téléfilm) : Lauren

### Séries télévisées
- 2011 : Sanctuary de Damian Kindler : Dr Lillian Lee
- 2016 : Les Voyageurs du temps (Travelers) : Juge (S01E08)
- 2016 : No Tomorrow : Rose
- 2019 : The Order : Elizabeth Kepler

## Courts-métrages
- 1995 : Two Impossible Films, de Mark Lewis (Johann Woo)
- 2000 : The Venus Pussytrap, de Kyle Davison (china bomb)

## Nominations et récompenses
- 1996 : Best Supporting Actress Nomination pour Jackie Chan dans le Bronx
- 1996 : Best New Performer Nomination pour Jackie Chan dans le Bronx